# Недосконалість свердловин

Схеми свердловин: а — гідродинамічно досконалої; б — г – гідродинамічно недосконалих; б — за ступенем розкриття; в — за характером розкриття; г — за ступенем і характером розкриття; 1 — обсадна колона; 2 — цементний камінь; 3 — перфораційний отвір; 4 — перфораційний канал

Недосконалість свердловин (рос. несовершенство скважин; англ. well imperfection; нім. Unvollkommenheit f der Sonden) — гідро(газо)динамічна характеристика свердловин.

## Загальний опис
Недосконалість свердловин зумовлюється конструкцією вибою свердловин, коли свердловина або розкриває нафтогазопродуктивний пласт не на всю його товщину (недосконалість за ступенем розкриття пласта), або пласт розкритий на всю товщину і перекритий зацементованою колоною обсадних труб з наступною їх перфорацією (зроблено отвори в трубах і цементному кільці) (недосконалість за характером розкриття пласта), або свердловина розкриває пласт не на всю його товщину, обсаджена колоною труб і перфорована (недосконалість за ступенем і характером розкриття пласта). Проявляється в порушенні плоскорадіальності потоку в привибійній зоні пласта і описується коефіцієнтом досконалості свердловини.
Коефіцієнт досконалості свердловини δ — це відношення дебіту Q недосконалої свердловини до дебіту Qдоск досконалої свердловини за решти однакових параметрів:
δ = Q / Qдоск.
Недосконалість свердловини у рівняннях припливу нафти (газу) із пласта у свердловину враховується також зведеним радіусом свердловини rсз (коли фактичний радіус свердловини за буро-вим долотом rс зводиться до умовного радіуса досконалої свердловини) або коефіцієнтом додаткового фільтраційного опору с, причому rсз = rс е-с.
Вплив недосконалості газових свердловин на технологічний режим експлуатації. Газовіддаючі можливості покладу, який розробляється істотно залежать від характеру зв'язку стовбура свердловини з продуктивним пластом. Від обраних умов розкриття продуктивного розрізу залежить технологічний режим експлуатації. Вплив розкриття пласта на продуктивність свердловин пов'язаний з умовами розкриття продуктивного пласта, що забезпечують збереження його природної проникності; ступенем розкриття і конструкцією вибою свердловини, через який здійснюється гідродинамічний зв'язок стовбура зі свердловиною.
Недосконалість свердловин за ступенем і характером розкриття викликає додатковий опір по шляху руху рідини і газу.